# Les Guitares Brothers
 (mai 2025).
Motif : Où sont les sources secondaires attestant de la notoriété de ce groupe au regard des critères généraux ou spécifiques?
- Archive Wikiwix
- Bing
- Cairn
- DuckDuckGo
- E. Universalis
- Gallica
- Google
- G. Books
- G. News
- G. Scholar
- Persée
- Qwant
- (zh) Baidu
- (ru) Yandex
- (wd) trouver des œuvres sur Wikidata

| 1. | Préciser le motif de la pose du bandeau. | Précisez le motif de la pose du bandeau en utilisant la syntaxe suivante : {{admissibilité à vérifier\|date=mai 2025\|motif=remplacez ce texte par le motif}}                              |
| 2. | Informer les utilisateurs concernés.     | Pensez à avertir le créateur de l'article, par exemple, en insérant le code ci-dessous sur sa page de discussion : {{subst:avertissement admissibilité à vérifier\|Les Guitares Brothers}} |

 (juillet 2013).
Si vous disposez d'ouvrages ou d'articles de référence ou si vous connaissez des sites web de qualité traitant du thème abordé ici, merci de compléter l'article en donnant les références utiles à sa vérifiabilité et en les liant à la section « Notes et références ».

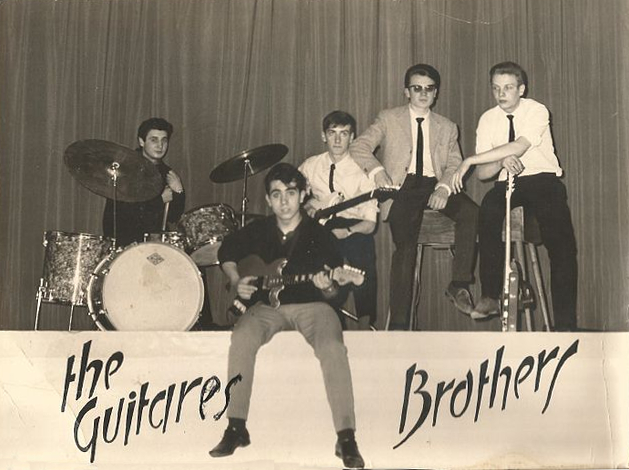
Le groupe.

Les Guitares Brothers était un groupe de musiciens français du début des années 1960.
- Composition du groupe :
- Alain Desplanches, guitare basse,
- Pierre Desplanches, guitare solo,
- Gilbert Guillemin, batterie,
- Tony, guitare rythmique, remplacé ensuite par Martin Tutusaus,

La jeune chanteuse Annie Chancel, avant d'être connue sous le nom de Sheila chantait avec eux des titres du répertoire des Chats sauvages et de Petula Clark. Leurs répétitions avaient lieu à Alfortville, au club « Le Chaland fleuri ». 
C'est là que Claude Carrère et Jacques Plait, des disques Philips, sont venus auditionner la future Sheila.
Hormis d'avoir travaillé séparément avec Sheila, le groupe Les Guitares n'avait rien à voir avec le groupe Les Guitares Brothers.